# Tourner la page (album)
 (septembre 2012).
Si vous disposez d'ouvrages ou d'articles de référence ou si vous connaissez des sites web de qualité traitant du thème abordé ici, merci de compléter l'article en donnant les références utiles à sa vérifiabilité et en les liant à la section « Notes et références ».
Albums de Hélène Rollès
À force de solitude
(1997) Hélène 2012
(2012)
Singles
1. Que du vent
Sortie : Février 2003

Tourner la page est le septième album studio de la chanteuse Hélène Rollès.

## Historique
Cet album-concept, écrit et composé par Hélène dans sa globalité, est enregistré dans les studios Eddimaprod de Toulouse en 2002-2003. Produit par le label Production du Moulin, il reste longtemps inédit et seul "Que du vent" est disponible en single en commande sur internet en 2003. 5 titres (Sur mon étoile, Les rois d'aujourd'hui, La Terre ne comprend plus, Tous les « Je t'aime », La Lune) sont commercialisés sur CD et en téléchargement en janvier 2012 sur le nouvel album de la chanteuse, et sont également présents dans la compilation d’Hélène mise en vente en CD et en téléchargement la même année.
Le 20 décembre 2024, alors que plus personne n'y croyait, la production d'Hélène annonce sur son compte Facebook que l'album Tourner la page... sortira au 1er semestre 2025, uniquement sur la boutique JLA. La date officielle de sortie est le 24 février sous le label Les Productions Rohé. Le digipack particulièrement soigné contient un livret et des bonus.
Cet opus contient 9 chansons (dont "Sur mon étoile" scindée en deux qui ouvre et ferme l'album) très acoustiques et mélodiques, unies les unes aux autres. On y retrouve des thèmes qui sont chers à l'artiste : la nature, l'amour, mais aussi des thèmes plus engagés comme l'écologie et une critique du G8.
Cet album marque un tournant dans la carrière de la chanteuse. Plus mature et engagé, il s'éloigne considérablement de ses précédents albums.

## Liste des chansons

### Édition CD de 2003
1. Sur mon étoile (Part 1)
2. Que du vent (Album Version)
3. Les rois d'aujourd'hui
4. La Terre ne comprend plus
5. Tous les « Je t'aime »
6. La Lune
7. J'aurais voulu te dire
8. C'est comme ça
9. Tourner la page
10. Sur mon étoile (Part 2)

### Édition CD de 2025
1. Sur mon étoile (prologue)
2. Que du vent (version album)
3. Les rois d'aujourd'hui
4. La Terre ne comprend plus
5. Tous les « Je t'aime »
6. La Lune
7. J'aurais voulu te dire
8. C'est comme ça
9. Tourner la page
10. Sur mon étoile (épilogue)
11. Que du vent (version acoustique studio)
12. Tourner la page (version acoustique studio)
13. Sur mon étoile (version longue instrumentale)
14. Que du vent (instrumental)
15. Les rois d'aujourd'hui (instrumental)
16. Tous les « Je t'aime » (instrumental)
17. La Lune (instrumental)
18. C'est comme ça (instrumental)
19. Tourner la page (instrumental)
20. Que du vent (version single)

## Single
- Février 2003 : Que du vent (Radio Edit)

## Crédits
- Paroles : Hélène Rollès

- Musique : Hélène Rollès

Sauf pour  Tous les « Je t'aime » et La Lune, musiques de Hélène Rollès et Pierre Pinto.
- Guitares : Lucien Crémades, Jean-Guy Pichoustre, Pierre Pinto

- Basses : Daniel Grosso

- Claviers : Philippe Leoge

- Chœurs : Ingrid Allières, Isabelle Lemauff, Florence Laval, Hélène Rollès

- Enregistrement de l'album à Toulouse par : Jean-Guy Pichoustre

- Ingénieurs du son : Loïc Henaft, Sylvain Morel, François Knab, Nicolas Jobet

- Assistant son : Julien Couralet

- Récupération des archives : Julien Couralet / Studio Capitole

- Remastersation, mixage des bonus acoustiques : Brice Duperrier

- Photos : Patrick Rouchon

- Maquilloge / Coiffure : Antonia Siliberti

- Conception graphique : Brice Duperrier / Dream7 (d'après un graphisme original de Valérie Ruillard)

- Chef de projet : Angélique Le Goupil

- Fabrication : Pozzoli S.p.A.

NB : crédits mentionnés dans le livret de l'album digipack de 2025.